# Beting

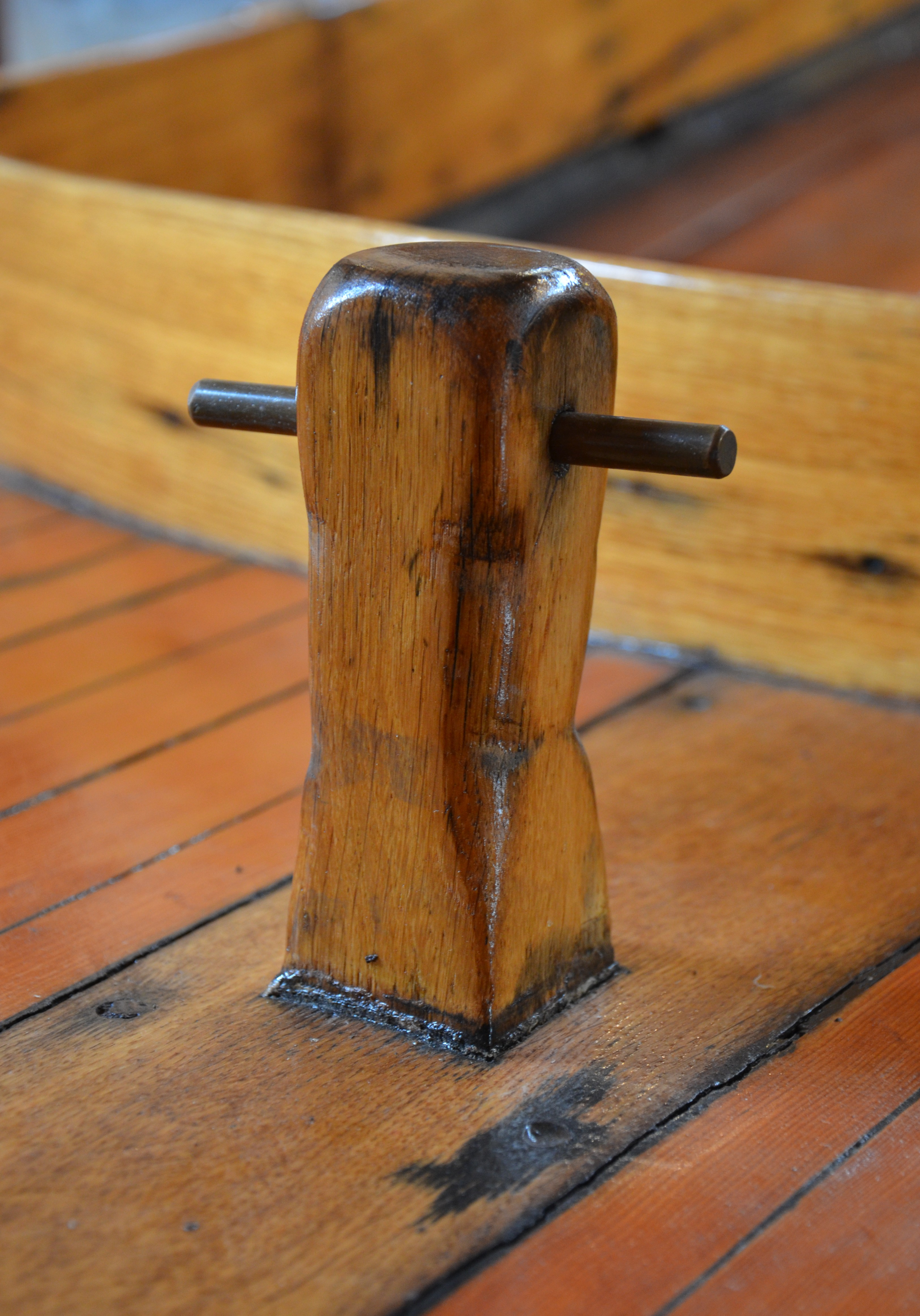
Beting der Lisen im Museum von Bohuslän (Uddevalla, Schweden)

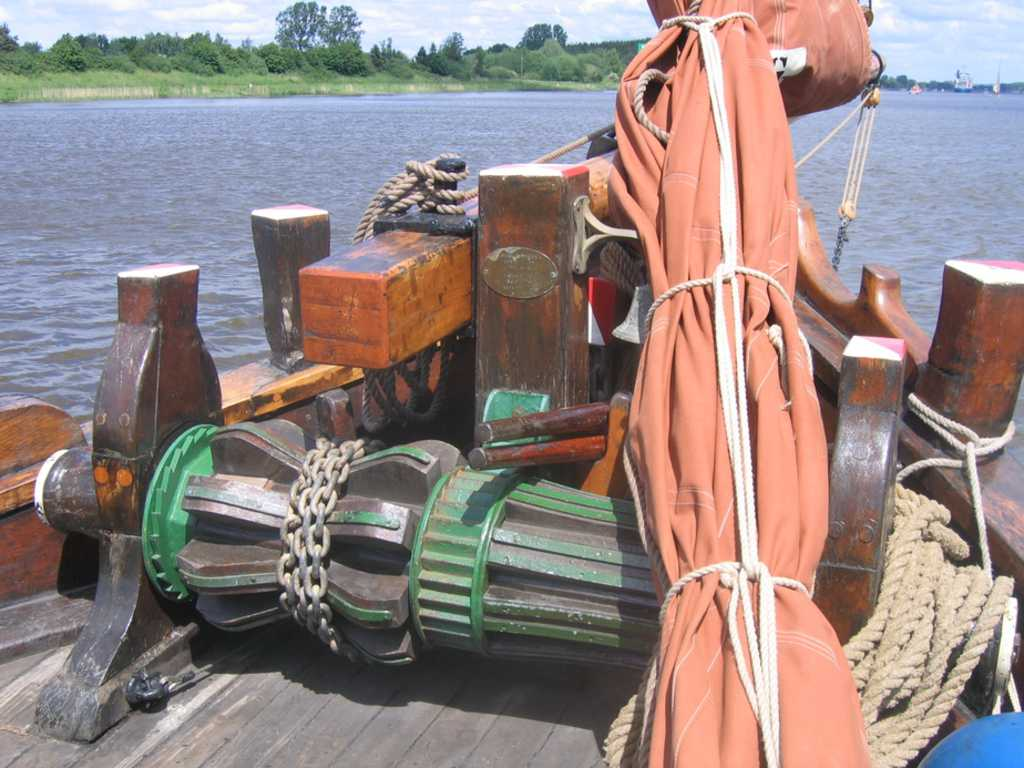
Ankerspill mit mittig dahinter stehender Beting auf der Catarina

Die Beting bezeichnet auf einem Segelschiff einen kurzen starken Pfosten auf dem Oberdeck, der bis ins nächste Deck, manchmal bis in den Kielraum, hinunterreicht. Betinge haben unterschiedliche Funktionen:
Ankerbetinge werden verwendet, um schwere Ankertrossen zu halten. Mastbetinge befanden sich hinter den Masten und waren oft durch einen Querbalken, die sogenannte Geduld, verbunden. Mastbetinge wurden benutzt, um leichteres Tauwerk, insbesondere Schoten, mit Hilfe von Scheibengatts zu führen und an den Betingköpfen oder mit Belegnägeln auf der Geduld zu befestigen.